# Пикаюн
Пикаюн (на английски: Picayune) е най-големият град в окръг Пърл Ривър, намиращ се в щата Мисисипи в САЩ. Населението е 10 382 души (по приблизителна оценка от 2017 г.), като при преброяването от 2000 г. са регистрирани 10 535 души. Пикаюн е на 50 мили разстояние от Ню Орлиънс и на 40 мили от залива на Мисисипи.